# Coupe du Gabon Interclubs
Der Coupe du Gabon Interclubs war bis 2019 der nationale Fußball-Pokal des gabunischen Fußball-Verbandes.

## Geschichte
Vermutlich fand die erste Ausrichtung des zu dieser Zeit einfach nur Coupe du Gabon genannten Pokals im Jahr 1961 statt. Ein erster Sieger ist mit AS Mangasport aber erst aus dem Jahr 1964 bekannt. Zu dieser Zeit qualifizierten sich die Teilnehmer noch über regionale Ausscheidungsrunden für den Hauptwettbewerb, daher sind teilweise auch nur noch die qualifizierten Provinzen bekannt.
Zur Saison 1984/85 wurde der Wettbewerb als Coupe du Gabon Interclubs fortgeführt. Von 2003 mit ein paar Ausnahmen bis 2013 qualifizierte sich der Gewinner des Pokals zudem für den Super Coupe du Gabon, in welchem er gegen den Meister der nationalen ersten Liga, dem Championnat National D1 antrat.

## Weitere Wettbewerbe
Seit 1983 gibt es den hin und wieder am Unabhängigkeitstag des Landes ausgetragenen Coupe de l’Indépendance. Nach den ersten beiden Austragungen 1938/84 und 1984/85 wurde er vorübergehend zugunsten des Coupe du Gabon nicht ausgetragen. Seit 2003 wurde er aber hin und wieder ausgetragen und ist nun vornehmlich für Provinzauswahlen vorgesehen.
In der Saison 2019 gab es mit dem Coupe de la Ligue erstmals einen Ligapokal. Mit dieser Neuerung wurde die Austragung des Coupe du Gabon Interclubs bis auf weiteres eingestellt.

## Sieger nach Jahr
- 1961–63: unbekannt
- 1964: AS Mangasport (Moanda)
- 1965–77: unbekannt
- 1978: AS Stade Mandji (Ogooué-Maritime)
- 1979: AS Stade Mandji (Ogooué-Maritime)
- 1980–83: unbekannt
- 1984: ASMO/FC 105 (Libreville) 2:1 AS Sogara (Port-Gentil)
- 1985: AS Sogara (Port-Gentil)
- 1986: ASMO/FC 105 (Libreville)
- 1987: USM Libreville bt Mbilinga FC (Port-Gentil)
- 1988: Vantour Mangoungou (Libreville) 1:0 Shellsport (Port-Gentil)
- 1989: Petrosport (Port-Gentil)
- 1990: Shellsport (Port-Gentil)
- 1991: USM Libreville
- 1992: Delta Sports (Libreville) 4:0 ASMO/FC 105 (Libreville)
- 1993: Mbilinga FC (Libreville) 2:1 (n. E.) Delta Sports (Libreville)
- 1994: AS Mangasport (Moanda) 4:3 Petrosport (Port-Gentil)
- 1995: Mbilinga FC (Port-Gentil)
- 1996: ASMO/FC 105 (Libreville)
- 1997: Mbilinga FC (Port-Gentil)
- 1998: Mbilinga FC (Port-Gentil) 3:0 Wongosport (Libreville)
- 1999: US Bitam 2:1 Aigles Verts (Port-Gentil)
- 2000: AO Evizo (Lambarèné)
- 2001: AS Mangasport (Moanda) 1:0 TP Akwembé (Libreville)
- 2002: USM Libreville 1:1 (4:2 n. E.) JS Libreville
- 2003: US Bitam 1-1 (4:3 n. E.) USM Libreville
- 2004: FC 105 Libreville 3:2 AS Mangasport (Moanda)
- 2005: AS Mangasport (Moanda) 2:0 Sogéa FC (Libreville)
- 2006: Téléstar FC (Libreville) 3:2 FC 105 Libreville
- 2007: AS Mangasport (Moanda) 1:0 Sogéa FC (Libreville)
- 2008: USM Libreville 2:1 AS Mangasport (Moanda)
- 2009: FC 105 Libreville 2:1 (n. V.) Sogéa FC
- 2010: US Bitam 2:1 Missile FC (Libreville)
- 2011: AS Mangasport (Moanda) 1:0 AS Pélican
- 2012: nicht ausgetragen
- 2013: CF Mounana (Libreville) 2:0 US Bitam
- 2014: nicht ausgetragen[2]
- 2015: CF Mounana (Libreville) 2:1 AFJ (Libreville)
- 2016: CF Mounana (Libreville) 3:0 Akanda FC (Libreville)
- 2017: nicht ausgetragen
- 2018: nicht ausgetragen

## Rangliste
- 5 Titel: AS Mangasport
- 4 Titel: FC 105 Libreville, USM Libreville
- 3 Titel: Mbilinga FC, CF Mounana, US Bitam